# ورم غدي كبدي
الورم الغدي ذو الخلايا الكبدية أو الورم الغدي الكبدي أو غدوم الخلية الكبدية، هو ورم كبدي حميد ونادر يتزامن حدوثه مع ارتفاع مستويات هرمون الإستروجين؛ كحدوثه لدى النساء اللاتي يتناولن حبوب منع الحمل الفموية الحاوية على الإستروجين.

## العلامات والأعراض
تسبب نحو 25-50% من أورام الكبد الغدية ألم في الربع العلوي الأيمن أو المنطقة الشرسوفية من البطن. قد يلاحظ المرضى وجود كتلة مجسوسة في تلك المنطقة من البطن بسبب كبر حجم بعض أورام الكبد الغدية؛ فقد يصل بعضها حتى 8- 15 سم. ومع ذلك، لا تسبب أورام الكبد الغدية عادةً أي أعراض، وتكتشف صدفةً عند تصوير البطن لسبب آخر في معظم الأحيان. تميل أورام الكبد الغدية الكبيرة إلى التمزق مع إحداث نزف كبير داخل البطن. يحدث النزف بنسبة 30% إن بقيت تلك الأورام دون علاج. قد يسبب النزيف انخفاض ضغط الدم وتسرع القلب والتعرق.

### أمراض مرتبطة بها
ترتبط أورام الكبد الغدية بأدواء اختزان الغلايكوجين ومرض السكري من النوع الأول واستخدام الستيرويدات الابتنائية.

## التشخيص
تكتشف أورام الكبد الغدية عن طريق التصوير بالموجات فوق الصوتية أو التصوير المقطعي المحوسب، حيث تظهر كعقدة كبدية مفرطة التعزيز. تظهر العديد من الأورام الكبدية بشكل مشابه، ولهذا يلجأ الأطباء إلى الدراسات التصويرية متعددة المراحل مع حقن المادة الظليلة كالتصوير المقطعي المحوسب أو التصوير بالرنين المغناطيسي للحصول على المزيد من المعلومات. يجب تشخيص المرض بشكل دقيق بسبب الاحتمال الضئيل لتطور الأورام الغدية الكبدية الحميدة إلى أورم خبيثة، على عكس أورام الكبد الحميدة الأخرى كالورم الوعائي الكبدي وفرط التنسج العقدي البؤري مثلًا. توفر الدراسات التصويرية معلومات داعمة هامة، ولكن يوضع التشخيص النهائي للورم الغدي الكبدي اعتمادًا على الخزعة النسيجية المأخوذة من المنطقة.

### التشخيص التفريقي الشعاعي
- كيسات مائية ناجمة عن داء المشوكات
- تشحم كبد بؤري
- فرط تنسج عقدي بؤري
- ورم أرومي كبدي
- داء كبدي ارتشاحي
- ورم التهابي كاذب
- ساركومة عضلية ملساء
- لمفوما
- فرط تنسج عقدي تجددي

### الأنماط الفرعية
يمكن تصنيف أورام الكبد الغدية إلى أنماط فرعية اعتمادًا على المظهر المورفولوجي والتلوين الكيميائي النسيجي المناعي وتحليل الطفرات الجينية إلى:
- النمط الالتهابي (40% - 50%).
- النمط ذو الجينة HNF1α غير المفعلة (35% - 40%).
- النمط ذو البيتا كاتينين المفعل- مع طفرة في الإكسون 3 أو الإكسون 7/8.
- النمط الالتهابي ذو البيتا كاتينين المفعل- مع طفرة في الإكسون 3 أو الإكسون 7/8.
- النمط غير المصنف.

ما تزال أهمية هذا التصنيف قيد البحث. ومع ذلك، تختلف الأنماط الفرعية في خطر حدوث النزف والتحول الخبيث.

### التشخيص الباثولوجي
تبدو أورام الكبد الغدية عادةً على هيئة عقيدات جيدة التحدد تتكون من صفائح تتضمن خلايا كبدية مع سيتوبلازما فجوية فقاعية. تتوضع الخلايا الكبدية على سقالة شبكية منتظمة وتبلغ سماكتها ثلاث طبقات خلوية أو أقل.
تساعد صبغة الريتيكولين في وضع التشخيص النسيجي لأورام الكبد الغدية؛ إذ تبقى السقالة الشبكية فيها محافظة على شكلها، ولا يتجاوز فيها عدد طبقات الخلايا الكبدية الرقم أربعة، على عكس سرطانة الخلية الكبدية.
تشبه خلايا الورم الغدي الكبدي خلايا الكبد الطبيعية في توضعها واحتوائها على الأوعية الدموية، ولكنها تختلف عنها بافتقارها إلى الدوران البابي والأوردة المركزية.